# ليفيريت (ماساتشوستس)
ليفيريت (بالإنجليزية: Leverett, Massachusetts)‏ هي معلم جغرافي تقع في الولايات المتحدة في مقاطعة فرانكلين (ماساتشوستس). يقدر عدد سكانها بـ 1,876 نسمة ومساحتها 59.5 كم2 وترتفع عن سطح البحر 134 متر.

## أعلام
- إراستوس سالزبوري فيلد
- إيلين غيلبرت